# Graziella Proto
Graziella Rapisarda Proto (Paternò, 1946) es una periodista y activista italiana contra la mafia.

## Biografía
Graziella Rapisarda Proto nació en Paternò (CT) en 1946. Se graduó en biología en la Universidad de Catania, su bachillerato y carrera universitaria estuvieron marcadas por un profundo compromiso social y político. Militó en el Partido Comunista Italiano y en las décadas 80 y 90 formó parte de la directiva. Además, fue elegida concejala de Paternò, su ciudad natal.
La pasión por la política la ha hechizado siempre, como Graziella misma afirma, aunque su vida hubiera tomado un curso distinto, ella habría seguido luchando por sus ideales, a través de la revista y del partido político.
La historia de Cosa Nostra la sorprende leyendo, militando en el partido y colaborando con los estudiantes-trabajadores del curso nocturno en el que enseñaba gratuitamente. En aquel momento, se dio cuenta de que tenía como misión concienciar a la opinión pública sobre la mafia y tomar partido contra quien robaba amplios espacios de democracia.
El encuentro con Giuseppe Fava fue decisivo para Graziella Proto. Giuseppe Fava era un periodista comprometido en la lucha contra la mafia a través de la revista I siciliani. Entre los dos hubo pronto un gran entendimiento y desarrollaron juntos proyectos, reportajes y actividades, algunas destinadas a estudiantes. El trabajo en común prosiguió con éxito hasta el 5 de enero de 1984, cuando la mafia asesinó a Pippo Fava con cinco tiros a quemarropa. Al día siguiente de su muerte, Graziella se dirigió a la redacción de I siciliani y a partir de ese momento se hizo cargo del periódico de Fava y afianzó su compromiso con el periodismo antimafia.

## Carrera
Inicialmente, Graziella Rapisarda Proto se dedicaba a la investigación oncológica en la facultad de medicina de la Universidad de Catania pero, el día del fallecimiento de Giuseppe Fava, decidió abandonar repentinamente el ámbito de la investigación para alienarse en la lucha contra la mafia junto al equipo periodístico fundado por el mismo Giuseppe Fava.  
Dedicarse enteramente a la revista para ella significaba rendir homenaje al trabajo realizado por su amigo Pippo Fava y responder a aquella invitación insistente que él le dirigía: dejar todo e irse con I siciliani porque según Fava tenía las dotes y el talante adecuados. Después de algún tiempo, Graziella Proto fue elegida presidenta y representante legal de Radar, la cooperativa propietaria de la revista I siciliani. Fueron años intensos para Graziella, años en que se dedicaba tanto a la administración de la organización como a la redacción de los artículos. Su compromiso en la lucha contra la mafia era tan central en su vida, que su familia y sus aficiones se convirtieron en temas marginales.
Graziella Rapisarda Proto, en su dinàmica y vibrante carrera, ha colaborado aun con otros periódicos, entre los cuales recordamos Avvenimenti, Antimafia Duemila, en la Rai con Enzo Biagi, en el periódico Liberazione de Sandro Curzi y L’Isola possibile.

## I siciliani
I siciliani era una pequeña revista mensual, publicada en Catania desde finales de 1982, que dejó su huella en la historia del periodismo. Fue fundada y dirigida por Giuseppe Fava hasta su muerte el 5 de enero de 1984. I siciliani se ocupaba de mafia, política y masonería: querría levantar el telón sobre todo lo que la mafia ocultaba.
I siciliani se ocupaba también de otros temas: los derechos de los pobres, los marginados, la paz, la renovación política y la democracia. En otras palabras, la revista expresaba los sentimientos y los pensamientos de quien no tenía los medios adecuados para hacerlo. I siciliani se presentaba en la forma de un pequeño libro: una publicación mensual compuesta por 80/90 páginas llenas de investigaciones, escándalos, documentos y fotos. Era irreverente, irónica, posicionada y colorida.
El primer lanzamiento salió en diciembre de 1982: en las primeras páginas el director Giuseppe Fava enumeraba los temas que la revista abordaba, es decir el crecimiento exponencial de la mafia, la corrupción política, la campaña por la paz liderada por Pio la Torre y el fracaso de la industria.
En principio, Graziella Rapisarda Proto se acercó al grupo editorial I Siciliani con la esperanza de que pudiera descubrir nuevos estímulos útiles para el partido comunista. Con el paso del tiempo, su interés por los reportajes creció y aprendió también el arte de hacer periodismo éticamente, como había predicado Giuseppe Fava.
Con la muerte de Fava, desafortunadamente los financiadores dieron un paso atrás: no había dinero suficiente ni siquiera para comprar los sellos. Antes una situación tan desalentadora, Graziella Proto no se dio por vencida: era la única que tenía un sueldo fijo y lo puso a disposición de la revista mientras que buscaba soluciones para que I siciliani pudiera seguir viva. Se dedicaba al editorial con todas sus fuerzas y también recibió amenazas de carácter mafioso. Finalmente, debido a la falta de recursos financieros, I siciliani se vio obligado a cerrar. Todos los problemas cayeron sobre los hombros de Graziella Proto que era la presidenta, administradora y representante legal de la cooperativa. El equipo se dividió: en Catania se quedaron solo Graziella y Lillo Venezia, periodista que nunca la ha dejado sola.
Después de veinte años de investigaciones, artículos y esfuerzos, llegó el fracaso de la cooperativa y del periódico.

## Le siciliane
Para Graziella Proto, la revista I Siciliani significó deudas y problemas. Enfrentó esta compleja situación casi en soledad.  Quizás Graziella Proto haya sido demasiado fuerte, independiente y autónoma en una sociedad que no toleraba estos aspectos en una mujer.
En 2006, gracias a una contribución financiera por parte de la industria editorial femenina, cuyo objetivo era crear oportunidades para las mujeres, Graziella Proto fundó la asociación CASABLANCA y la revista Le siciliane.
CASABLANCA/ Le siciliane nació y fue planeada siguiendo el modelo de I siciliani: es un periódico indipendiente y antifascista, feminista y contra el crimen organizado, de resistencia, pero nunca partidista.
Como se puede intuir, el título hace referencia al periódico precedente por el cual Graziella Proto trabajó y lo eligió precisamente para recordar la labor femenina dentro de I siciliani. No menos importante, el título Le siciliane evoca también el contenido de la revista: de hecho, en cada número se homenajeaba a una mujer siciliana que se había distinguido o había enfrentado luchas e injusticias sociales, no sólo por parte de la mafia.
Para la fundación del periódico mensual CASABLANCA/ Le siciliane, Graziella Proto recurrió a la ayuda de Riccardo Orioles y Lillo Venezia, antiguos colegas del equipo de I siciliani. Varias veces, la misma Graziella Proto ha declarado que sin ellos, a lo mejor nunca habría fundado el periódico.
El primer lanzamiento estaba previsto para el mes de junio de 2006 pero, a causa de una serie de factores, fue anticipado de un mes. En efecto, la proximidad de las elecciones regionales junto a un leve crecimiento de la actividad mafiosa y la candidatura de Rita Borsellino (hermana del juez asesinado por la mafia) representaban unos temas que Le siciliane tenían que abordar, analizar y someter al público.
Por consiguiente, Graziella Proto decidió acelerar el tiempo y salir un mes antes de lo previsto, precisamente el 11 de mayo de 2006. Aquellas elecciones eran muy importantes para Sicilia y la revista, recién nacida, querría estar presente y apoyar abiertamente a Rita Borsellino.
El primer lanzamiento fue acogido calurosamente por los lectores (una recepción que, desafortunadamente, se desvaneció con el paso del tiempo): contenía varios reportajes e investigaciones y la portada llevaba la firma de Mauro Biani.
La sede de Le Siciliane se convirtió en un centro por el intercambio de ideas en el que se percibe un aire nuevo y burbujeante.
Enseguida, también este proyecto periodístico, como el precedente, significó para Graziella Proto deudas y pagarés. Desafortunadamente, Le Siciliane fue vendido por sólo dos años de edición impresa: la falta de publicidad, incluso la institucional, marcó el final de la edición en papel, pero la edición digital sigue siendo activa http://www.lesiciliane.org/.
Le siciliane es el primer periódico contra el crimen organizado liderado por una mujer: esto, a menudo, causa desconfianza en el público.
<Fue un trabajo largo, complejo y fatigoso. En comparación con un hombre, tuvo que trabajar el doble al menos, tanto por los reportajes que publicaba cada mes, como por el trabajo que la gestión requería en términos de administración y programación.>
Graziella Proto

## Enlaces externos
- Fundación Giuseppe Fava
- Le Siciliane

- Datos: Q110140870